# Sylvain Van de Weyer
Jean-Sylvain Van de Weyer  (Leuven, 19 januari 1802 – Londen, 23 mei 1874), beter bekend als Sylvain Van de Weyer, was een van de grondleggers van de Belgische Staat, en later ook eerste minister.

## Levensloop
Van de Weyer verhuisde in 1811 met zijn ouders naar Amsterdam. Hij voelde zich toen vooral aangetrokken door de zeevaart. Toen zijn vader, Josse-Alexandre van de Weyer, benoemd werd tot politiecommissaris van Leuven, keerden ze terug naar zijn geboortestad. In 1819 begon hij aan een studie rechten aan de Rijksuniversiteit Leuven, waarna hij in 1823 advocaat werd in Brussel. Daar hield hij zich onder andere bezig met het verdedigen van kranten en personen die kritiek hadden op de regering in Den Haag en Brussel.

Naast Frans en Nederlands dat hij reeds beheerste leerde hij Engels van een kennis, en dat maakte hem later tot de enige die met Londen kon onderhandelen.

## Belgisch koninkrijk
Toen de opstand van 1830 uitbrak, repte Van de Weyer zich van Leuven naar Brussel, waar hij een niet onbelangrijke functie bij het Voorlopig Bewind kreeg. Hij moest de voornaamste grieven op papier zetten, werd adviseur van de burgerwacht van Brussel en ontmoette, samen met enkele anderen, op 31 augustus 1830 kroonprins Willem en prins Frederik in Vilvoorde.
Als voorzitter van het Diplomatiek Comité dat onder het Voorlopig Bewind werkte, nam Van de Weyer zeer actief deel aan de besprekingen in het Nationaal Congres. Hij was ook aanwezig om aan alle grote stemmingen deel te nemen. Hij keurde de onafhankelijkheidsverklaring goed en stemde voor de eeuwigdurende uitsluiting van de Nassaus. In de eerste stemmingen voor een staatshoofd was de hertog van Nemours zijn kandidaat. Hij stemde vervolgens voor Surlet de Chokier als regent. Ten slotte stemde hij voor Leopold van Saksen Coburg en voor de aanvaarding van het Verdrag der XVIII artikelen.

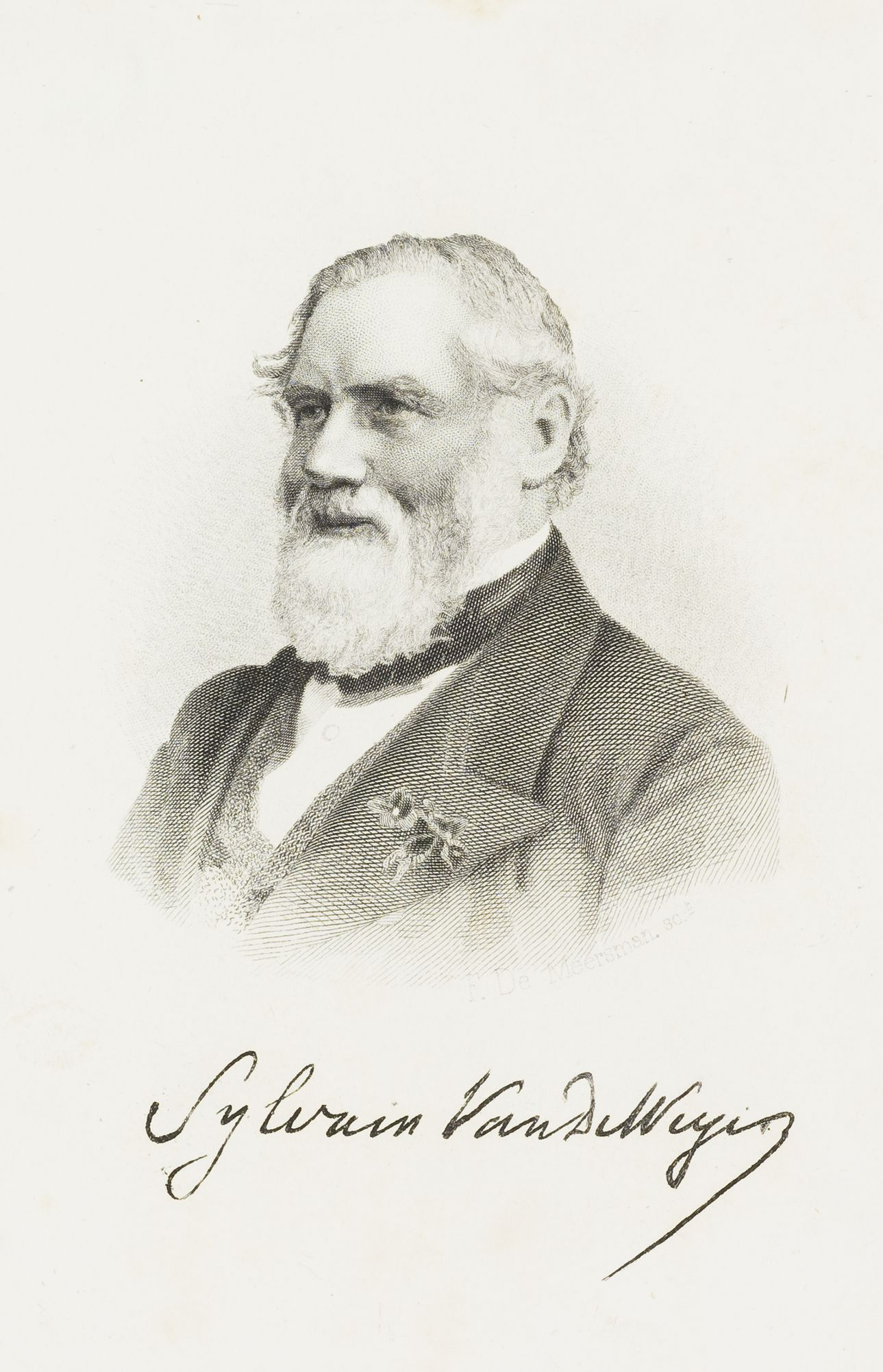
Sylvain Van de Weyer

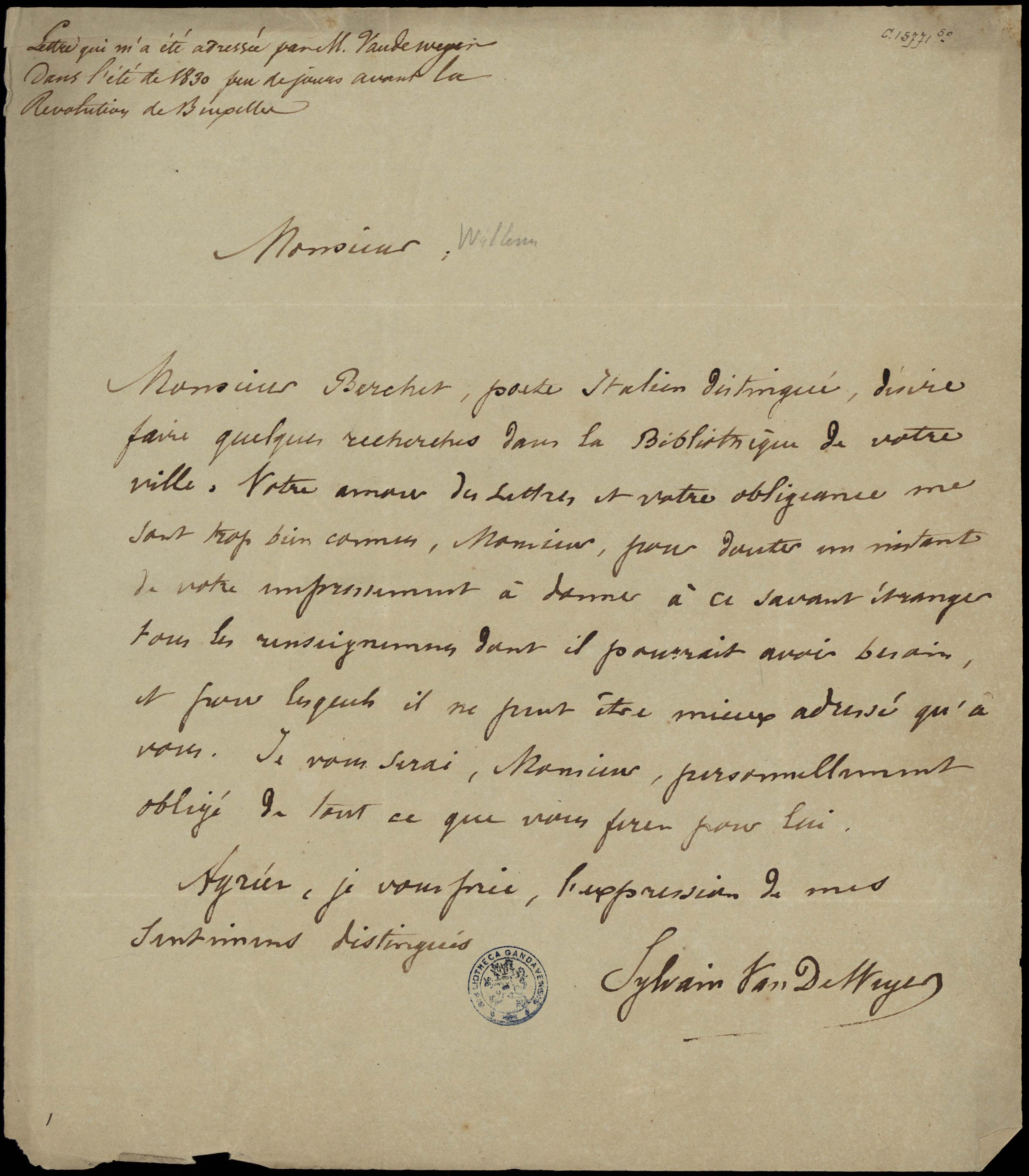
Brief van Van de Weyer aan Jan Frans Willems (1830)

In de eerste Belgische regering-De Gerlache-Goblet d'Alviella kreeg hij de portefeuille van Buitenlandse Zaken. Na het aantreden van Leopold I werd hij buitengewoon gezant en gevolmachtigd minister in Londen, wat hij bleef tot in 1867.
Van 30 juli 1845 tot 31 maart 1846 was Van de Weyer eerste minister en minister van Binnenlandse Zaken. In deze functie stimuleerde hij de Vlaamse taal- en letterkunde. In deze periode verving Charles Drouet hem op zijn post in Londen.
In 1863 werd hij benoemd tot minister van Staat.
Hij trouwde in 1839 te Londen met Elizabeth, enige dochter van Jozua Bates van de Barings Bank, en voorheen van Boston, een van de rijkste mannen ter wereld. Ze hadden twee zonen en vijf dochters, die werden opgevoed in Marylebone en op hun landgoed New Lodge in Winkfield (Berkshire). Hun jongste dochter, Eleanor, was de moeder van Sylvia Brett, laatste Ranee (koningin) van Sarawak, die haar voornaam van haar grootvader geërfd had.

## Standbeeld

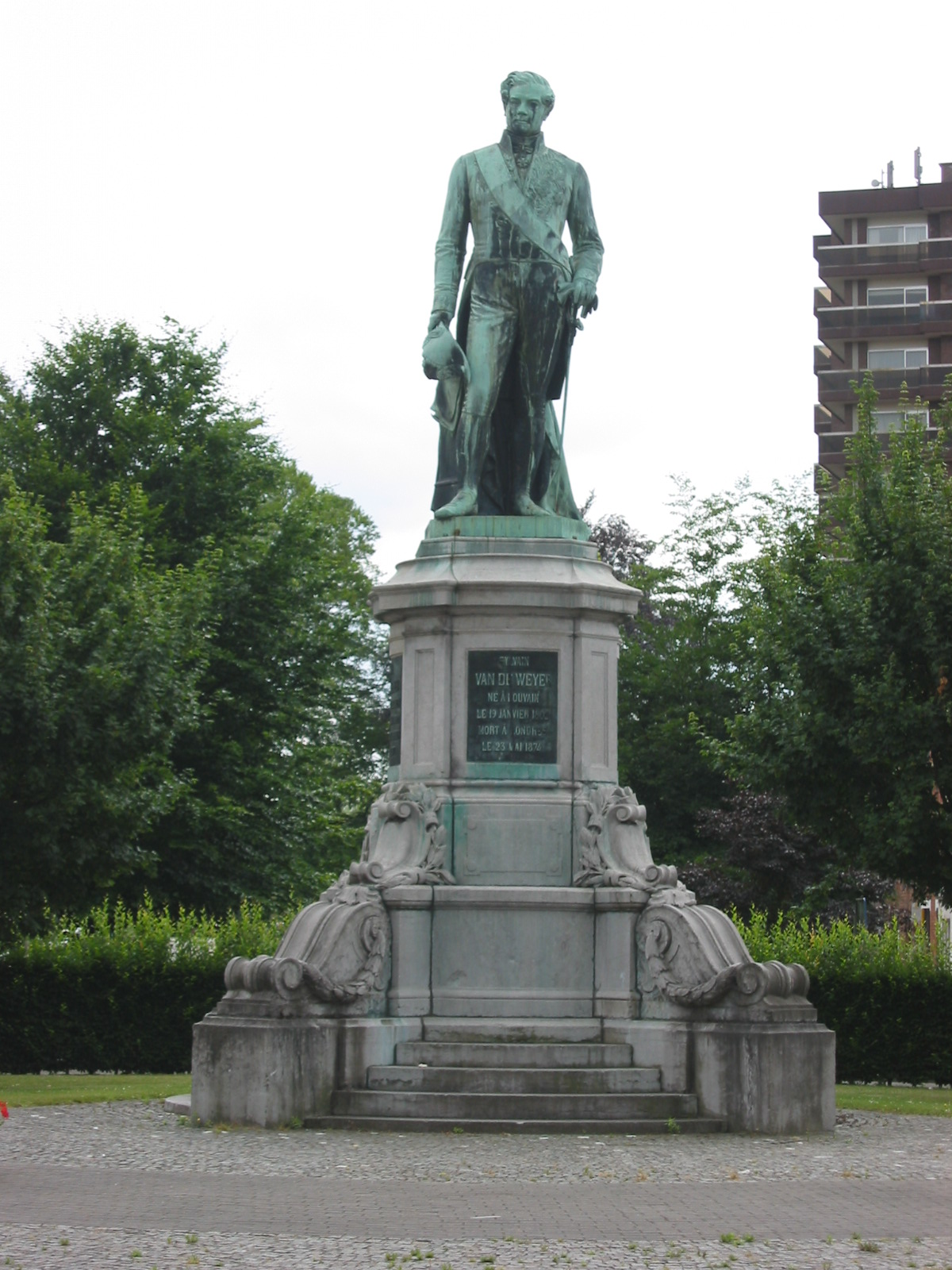
Het standbeeld uit 1876 op de Kapucijnenvoer in Leuven.

Kort na zijn dood besloot het Leuvense stadsbestuur een standbeeld van Van de Weyer te laten maken. Dit zou het eerste in de stad worden. De keuze van Van de Weyer was omstreden: hij was vijftig jaar lang niet in de stad geweest en had de Britse nationaliteit aangenomen. Ook waren er andere 'grote' Leuvenaars, zoals Quinten Massijs en paus Adrianus VI.
Voor het geld werd een nationale inschrijving georganiseerd, van staatswege kwam er 20.000 frank. Als locatie voor het beeld werd het Stationsplein (tegenwoordig het Martelarenplein) gekozen. De ontwerper was Charles Geefs. De inhuldiging gebeurde op zondag 1 oktober 1876 in aanwezigheid van de koninklijke familie. Tezelfdertijd zou ook een Leuvense straat naar Van de Weyer genoemd worden. Hiervoor werd de Nieuwstraat (tegenwoordig de Leopold Vanderkelenstraat) naar voren geschoven. Tot een naamswijziging kwam het echter niet.
Al snel werd het beeld echter het onderwerp van spot: studenten verfden het op 20 februari 1879 in verschillende kleuren. De brandweer moest uitrukken om het schoon te spuiten. Dit lukte niet, zodat de verf er afgeschrobd moest worden.
Na de Eerste Wereldoorlog moest het beeld plaats ruimen voor de herdenkingszuil voor het geleden oorlogsleed (zie daarvoor de geschiedenis van Leuven). Het werd in 1921 verplaatst naar het Ladeuzeplein, met de rug naar de bibliotheek, volgens de Leuvenaars omdat hij de vrouw in de nis (Maria die een adelaar, het symbool van Duitsland vertrappelt) niet mocht zien. Vanaf 1988 werd er daar echter een ondergrondse parking aangelegd, die het gewicht van het beeld niet kon dragen. Daarom werd het standbeeld in 1990 weer ontmanteld en in stukken achtergelaten in het Sint-Donatuspark. Na enkele jaren werd het beeld terug samengesteld op de Kapucijnenvoer. In 2010 begon de heraanleg van de omgeving aldaar - zoals het weer openleggen van de Voer, zodat het standbeeld weer verdween. Hoewel ook stemmen opgingen het beeld te smelten, zou het mogelijk verhuizen naar een locatie op de ring, ter hoogte van Gasthuisberg, of naar het Warandepark in Brussel. Voorlopig bevindt het beeld zich in een magazijn van de stad Leuven.